# John P. Jones
John Percival Jones, född 27 januari 1829 i Herefordshire, död 27 november 1912 i Los Angeles, var en engelsk-amerikansk affärsman och politiker. Han representerade delstaten Nevada i USA:s senat 1873-1903.
Jones kom till USA med sina föräldrar och växte upp i Ohio. Han flyttade sedan till Kalifornien där han tjänstgjorde som sheriff i Trinity County. Han var ledamot av Kaliforniens senat 1863-1867. Han flyttade 1868 till Nevada och var verksam inom gruvdriften. Han var arbetsledare vid gruvan Crown Point. Efter upptäckten av silver köpte han och miljonären Alvinza Hayward gruvan. De gjorde en stor förmögenhet.
Republikanen Jones efterträdde 1873 James W. Nye som senator för Nevada. Han bytte 1895 parti till Silver Republican Party. Han bytte sex år senare parti tillbaka till republikanerna och efterträddes 1903 som senator av demokraten Francis G. Newlands.